# Serge Baguet
Serge Baguet (Brakel, 18 de agosto de 1969-Hautem-Saint-Liévin, 9 de febrero de 2017) fue un ciclista belga profesional de 1991 a 2007.
En 2014, dentro de la Feria Internacional de Turismo (FITUR), el ayuntamiento de la localidad almeriense de Mojácar hizo entrega del Indalo de Oro a Serge Baguet, el más importante distintivo que entrega esta localidad.
El 9 de febrero de 2017 falleció en la localidad de Hautem-Saint-Liévin a causa de un cáncer de colon que le fue detectado dos años atrás.

## Palmarés
| 1990 - Tríptico de las Ardenas, más 4 etapas - 1 etapa del Gran Premio Guillermo Tell 1991 - Tour de Berna 1992 - 1 etapa del Tour de Limousin 1993 - 1 etapa de la Vuelta a Gran Bretaña 1994 - Clásica de Sabiñánigo - Stadsprijs Geraardsbergen | 2000 - Stadsprijs Geraardsbergen 2001 - Druivenkoers Overijse - 1 etapa del Tour de Francia 2005 - 2 etapas de la Vuelta a Andalucía - Campeonato de Bélgica en Ruta - Gran Premio Stad Sint-Niklaas |

## Resultados en las grandes vueltas
| Carrera         | 1991 | 1992 | 1993  | 1994 | 1995 | 1996 | 1997 | 1998 | 1999 | 2000  | 2001 | 2002  | 2003 | 2004 | 2005 | 2006 | 2007 |
| --------------- | ---- | ---- | ----- | ---- | ---- | ---- | ---- | ---- | ---- | ----- | ---- | ----- | ---- | ---- | ---- | ---- | ---- |
| Giro de Italia  | -    | -    | -     | -    | -    | -    | -    | -    | -    | -     | -    | -     | -    | -    | -    | Ab.  | -    |
| Tour de Francia | -    | -    | 110.º | -    | -    | -    | -    | -    | -    | 121.º | 85.º | 105.º | 86.º | -    | -    | -    | -    |
| Vuelta a España | -    | -    | -     | -    | -    | -    | -    | -    | -    | -     | -    | -     | -    | -    | -    | -    | -    |
| Mundial en Ruta | -    | Ab.  | -     | -    | -    | -    | -    | -    | -    | 43.º  | Ab.  | 110.º | 73.º | 51.º | -    | Ab.  | -    |

-: no participa

Ab.: abandono